# Aljaksej Fëdaraŭ
Aljaksej Dzmitryevič Fëdaraŭ (in bielorusso Аляксей Дзмітрыевіч Фёдараў?; Mogilev, 27 settembre 1972) è uno scacchista bielorusso.
È registrato dalla FIDE con il nome Alexei Fedorov.
Ottenne il titolo di Grande Maestro nel 1995.
Dopo la dissoluzione dell'Unione Sovietica giocò fino al 1992 con la Federazione scacchistica russa e dal 1993 con la Federazione scacchistica bielorussa.
Vinse il Campionato bielorusso nel 1993, 1995, 2005 e 2008.
Dal 1994 al 2008 partecipò a sette olimpiadi degli scacchi, con una performance del 54,3% (+22 =32 –16).
Fedorov partecipò a tre Campionati del mondo FIDE ad eliminazione diretta: nel 1999 arrivò al 4º turno, dove venne eliminato da Sergei Movsesian; nel 2000 venne eliminato nel 1º turno da Alexander Ivanov; nel 2002 venne eliminato nel 1º turno da Ašot Anastasyan.
Principali risultati di torneo:
- nel 2003 fu pari 1°-3° con Aleksej Aleksandrov, Peter Svidler e Viktor Bologan nel Chigorin Memorial di San Pietroburgo (terzo per spareggio tecnico).
- nel 2006 vinse il Parsvnath GM Tournament di Delhi con 9 /10.[2]
- nel 2013 fu pari primo nell'open di Cappelle la Grande con Sanan Sjugirov, Parimarjan Negi, Maxim Rodshtein, Sergey Fedorchuk, Eric Hansen, Vlad-Cristian Jianu e Yuri Vovk (7° per spareggio tecnico).
- nel 2019 vinse il "Georgy Agzamov Memorial" di Tashkent.

Raggiunse il suo massimo rating FIDE in gennaio del 2000, con 2684 punti Elo.